# Ricardo Mangas
Ricardo Luís Chaby Mangas (* 19. März 1998 in Lissabon) ist ein portugiesischer Fußballspieler, der aktuell bei Boavista Porto spielt.

## Karriere

### Verein
Mangas begann seine fußballerische Ausbildung bei diversen Amateurvereinen in Portugal, ehe er 2010 in die Jugendakademie von Benfica Lissabon wechselte. 2016 wurde er für ein halbes Jahr an die U19 des CD Tondela verliehen. In der Saison 2016/17 kam er für Benfica in vier Youth-League-Spielen zum Einsatz. Im Sommer 2017 wechselte er zu Desportivo Aves in die Primeira Liga, wurde aber für die Saison 2017/18 an den SC Mirandela verliehen. Dort kam er zu 25 Einsätzen, wobei er dreimal traf. Nach seiner Rückkehr gewann er mit dem U23-Team von Aves die Taça Reveleção. Am 7. Dezember 2019 (13. Spieltag) debütierte er gegen Sporting Braga über die volle Spielzeit in der Primeira Liga für die Profis. Sechs Spieltage später schoss er bei einem 2:1-Sieg gegen Marítimo Funchal sein erstes Tor in der ersten Mannschaft.
Nach dem Abstieg und der Auflösung des Vereins wechselte er zum ehemaligen Ligakonkurrenten Boavista Porto. Bei seinem Mannschaftsdebüt, einem 3:3-Unentschieden gegen den CD Nacional schoss er direkt sein erstes Tor im neuen Trikot. In seiner ersten Saison bei Boavista schoss er drei Tore in 28 Ligaspielen.
Zur Saison 2021/22 wurde Mangas an den französischen Erstligisten Girondins Bordeaux verliehen. Sein Ligue-1-Debüt bestritt er in der Innenverteidigung über 90 Minuten bei einem 2:2 gegen Olympique Marseille am zweiten Spieltag. Seinen ersten Treffer in Frankreich schoss er einen Monat später bei einer 2:3-Pleite gegen den RC Lens.

### Nationalmannschaft
Mangas kam bislang für zwei Juniorennationalmannschaft Portugals insgesamt elfmal zum Einsatz.